# Tania Font
Tania Font (Palamós, 6 de juliol de 1978) és una artista catalana.
Va entrar en contacte amb l'art al Cercle Artístic de Palamós, on comença a treballar el dibuix com alumna d'Eduard de Cabrera. Va ser alumna del paisatgista Isidre Vilaseca. Va fer la seva primera exposició col·lectiva a la Galeria Patrick Domken de Cadaqués. Ha sigut resident de la fàbrica de creació Nau Bostik de Barcelona, i viu i treballa a Arenys de Mar en col·laboració amb el director i escenògraf Lluís Danés i la productora Santa Mandra. Ha col·laborat en l'exposició monogràfica de Josep Clarà al Museu Can Mario de la Fundació Vila Casas de 2020, on va presentar presenta Mecànica interna, una proposta sobre els sentiments i els processos als quals s'enfronta com a dona en la societat contemporània.